# Willy Neumann
Willy Meent Gerhard Neumann (* 18. Januar 1914 in Norderney; † 10. August 1978 in Bremen) war ein deutscher Politiker (DP, GDP und CDU) aus Bremen. Er war Mitglied der Bremischen Bürgerschaft.

## Biografie

### Familie, Ausbildung und Beruf
Neumann wuchs auf Norderney und in Wilhelmshaven auf. Er war verheiratet, wohnte zuletzt in der Neustadt (Bremen), hatte drei Kinder und sieben Enkelkinder.
Neumann erlernte in Wilhelmshaven den Beruf eines Elektrofeinmechanikers. Er diente ab 1936 beim III. Infanterieregiment 16 in Oldenburg (Oldb) und wurde 1943 Oberfunkmeister. Nach dem Zweiten Weltkrieg war er als Feinmechaniker, Elektriker und Monteur bei der Firma Fr. Kock GmbH tätig. Dort war er auch Mitglied des Betriebsrates.

### Politik
Neumann war bis 1961 Mitglied der rechts-konservativen Deutschen Partei (DP), 1961/1962 der konservativen Gesamtdeutschen Partei (GDP) und danach der CDU in Bremen.
Er war von 1951 bis 1963 für die DP/GDP zwölf Jahre lang Mitglied der Bremischen Bürgerschaft und in verschiedenen Deputationen und Ausschüssen der Bürgerschaft tätig.